# برنامج رعاية المسنين الشامل لجميع الخدمات
برنامج رعاية المسنين الشامل لجميع الخدمات (PACE) هو برنامج يوفر خدمات صحية شاملة للأفراد من سن 55 عامًا فأكثر ممن يعانون من ضعف بصورة تكفي لتصنيفهم «كمؤهلين للتمريض المنزلي» من قبل برنامج المعونة الطبية بولاياتهم. وتشمل الخدمات الرعاية الصحية الأساسية والخاصة، والتمريض، والخدمات الاجتماعية، والعلاجات (البدنية، والمهنية، والكلام، والترفيه، إلخ.)، والمستحضرات الصيدلية، وخدمات مركز الصحة النهاري، والرعاية المنزلية، ووسائل النقل ذات الصلة بالصحة، والتعديلات البسيطة على المنزل لاستيعاب المعوقين، وأي شيء آخر يحدده البرنامج يكون ضروريًا من الناحية الطبية لتحسين صحة الأعضاء.

## الطريقة التي يعمل بها برنامج بيس (PACE)
إن برامج بيس معدة لتقديم الرعاية الصحية وتقوم بشكل مباشر بتوظيف مجموعة شاملة من العاملين في مجال الرعاية الصحية (الأطباء، والممرضات، واختصاصيو العلاج الطبيعي، والاختصاصيون الاجتماعيون، إلخ...) لتقديم الرعاية لكبار السن الضعفاء ـــ يتم سداد تكاليفهم بشكل ثابت عن كل عضو بمعدل شهري (أو بنظام الأجر السنوي)، وفي مقابل هذا الأجر الثابت، هم مسؤولون عن تقديم جميع الخدمات الصحية، وقد تشمل وسائل النقل في بعض الأحيان.
ولأنه لا يتم سوى تسجيل غير القادرين ممن يعانون من ضعف شديد في برامج بيس، فهم بالتحديد الشريحة السكانية من المرضى الذين ستحدث لهم الوقاية والرعاية الصحية فرقًا حقيقيًا. معظم مرضى برامج بيس يتلقون تشخيصات متعددة، بمعدل يفوق سبعة تشخيصات لكل عضو. ومن بين التشخيصات الأكثر شيوعًا هي تلك التي تتعلق بمشاكل القلب والسكري وفرط ضغط الدم ومرض الأوعية الدموية. لدى برامج بيس حوافز قوية للمساعدة في الحفاظ على صحة أعضائها بأكبر قدر ممكن ـــ فالمرضى المسجلون بهذه البرامج، إذا تركوا بدون رعاية، من المحتمل أن يتطلبوا رعاية منزلية تمريضية موسعة، وهو أمر مكلف للغاية. لذلك برامج بيس تميل إلى توفير مستويات عالية من الخدمات الوقائية، مثل الفحوص المتكررة جدًا، وبرامج التمارين، والمراقبة الغذائية، وبرامج لزيادة القوة والتوازن، إلخ.
كما تنظم برامج بيس خدماتها في «مركز بيس». هذه المراكز تميل إلى أن يكون بها مركز صحة نهاري، ومكاتب أطباء، والتمريض، والخدمات الاجتماعية، وخدمات إعادة التأهيل، إلى جانب الموظفين الإداريين، وكلها في موقع واحد. وتكون عدد مرات زيارة الأعضاء لتلك المراكز بحسب خطط الرعاية الخاصة بهم. ويتم تخطيط الرعاية مع العضو، وفريق الرعاية الخاص به/بها، وأفراد العائلة المناسبين؛ معظم الأعضاء يحضرون يومين في كل أسبوع.

## تاريخ برنامج بيس
تم وضع برنامج بيس من قبل خدمات أون لوك الصحية المميزة، وهي منظمة غير ربحية نشأت في بداية السبعينيات في منطقة سان فرانسيسكو بالشاطئ الشمالي للحي الصيني. ومن خلال البحث والتمويل الإداري من الإدارة الفيدرالية حول الشيخوخة، قامت منظمة أون لوك بافتتاح مركز صحي نهاري في 1972، على غرار برنامج المستشفيات النهارية البريطاني. وفي عام 1978، توسعوا في هذا النموذج ليشمل الرعاية الصحية الكاملة والدعم الاجتماعي للمسنين الضعفاء وحصلوا في عام 1979 على إعفاءات فيدرالية سمحت بسداد تكاليف الرعاية الصحية لجميع المرضى الخارجيين والخدمات المتعلقة بالصحة. وفي عام 1980، تمت إضافة خدمات المرضى الداخليين، بما في ذلك الرعاية التمريضية المميزة والاستشفاء من الأمراض الحادة. وقد اشترطت تعديلات قانون الضمان الاجتماعي في عام 1983 على إعطاء أون لوك (On Lok) السلطة لاختبار نظام التمويل القائم على المخاطر الذي يمس الرعاية الصحية، والمساعدة الطبية للفقراء، والأجر الخاص. ضمنت المنح الكبرى المقدمة من مؤسسة روبرت وود جونسون، ومؤسسة جون أوغسطين هارتفورد (John A. Hartford Foundation)، ومؤسسة أبحاث التقاعد (Retirement Research Foundation) إقامة أنشطة البحث والتطوير لدعم هذا البرنامج النموذجي. كما مدد الكونجرس إعفاءات أون لوك لأجل غير مسمى (1985)، وقدم إعفاءات لبرامج مماثلة في 10 مواقع (1986). وقد مكن هذا الدعم منظمة أون لوك من تقديم المساعدة التقنية لمساعدة المواقع الجديدة في إنشاء قاعدة بيانات عبر المواقع وتطويرها لتتبع الأداء. وفي عام 1990، تلقت أولى المواقع المماثلة مساعدة طبية لكبار السن وإعفاءات كبرامج نموذجية وأصبح هذا النموذج يعرف باسم «برنامج رعاية المسنين الشامل لجميع الخدمات» أو بيس. ونص قانون الموازنة العامة المتوازنة لعام 1997 (القانون العام 105-33، القسم 4801-4804) أن برامج بيس تعد جزءًا دائمًا من برنامج الرعاية الصحية وخيارًا ضمن إطار برامج الدولة لتقديم المساعدة الطبية للفقراء. وقد أصبحت برامج بيس النموذجية الحالية مقدمي خدمات برنامج بيس بحلول عام 2003. وأتاح قانون تخفيض العجز (DRA) لسنة 2005 مبادرة بيس في المناطق الريفية، وفي عام 2006 ومراكز الرعاية الصحية والخدمات الطبية (CMS) أعلنت 15 ممنوحًا لبرامج بيس في المناطق الريفية.
واعتبارًا من أغسطس 2010، يعمل 76 برنامجًا تابعًا لبيس و5 برامج قبل انطلاق برامج بيس في 30 ولاية. أكبر هذه البرامج لديها أكثر من 2500 مريض مسجل من كبار السن الضعفاء، ولكن معظمها يخدم بضع مئات في المتوسط.

## وصلات خارجية
- Quick PACE information from Medicare
- More info on PACE
- PACE Overview from CMS/HHS website
- National Pace Association